# Becky Hill
Becky Hill, pseudonimo di Rebecca Claire Hill (Bewdley, 14 febbraio 1994), è una cantautrice britannica.
Diventata famosa dopo aver partecipato alla prima edizione di The Voice UK, nella sua carriera ha collaborato con moltissimi produttori EDM come Sigala, Rudimental, Meduza, Jonas Blue e Martin Solveig. Alcuni dei brani creati con questi artisti, come Lose Control e Wish You Well, sono stati dei successi internazionali. Nel 2019 ha pubblicato la sua prima raccolta Get to Know, mentre nel 2021 ha pubblicato il suo primo album in studio Only Honest on the Weekend.

## Carriera
Rebecca Claire nasce a Bewdley, nella contea del Worcestershire, da Stephen e Susan Hill (quest'ultima di origini gallesi). A 14 anni si unisce ad una band chiamata Shaking Trees, iniziando ad esibirsi in sessioni live nelle radio ed al Nozstock Festival of Performing Arts.
Nel 2012, dopo varie apparizioni in qualche web serie trasmesse su YouTube, Becky si esibisce alle audizioni di The Voice UK cantando Ordinary People di John Legend; viene scelta da Jessie J ed entra a far parte dal programma, venendo eliminata dalla gara in seguito alla semifinale.
Nel 2013, dopo varie cover, Becky presta la voce per le canzoni Afterglow di Wilkinson (che raggiunge la posizione 8 nella UK Chart nonché il primato nella UK Dance Chart) e Powerless dei Rudimental. Nel 2014 collabora con il DJ Oliver Heldens in Gecko, scrivendo e cantando il testo che porterà la canzone a rinominarsi Gecko (Overdrive); il 29 giugno dello stesso anno la canzone ha raggiunto la prima posizione nella UK Chart, consacrando Becky come la prima concorrente di un talent a raggiungere tale posizione nel Regno Unito. Nel 2015 collabora anche coi DJ Watermät e TAI per la canzone Frequency che, con la parte vocale della giovane cantante, viene rinominata All My Love. Nel 2016 pubblica Back To My Love con la rapper Little Simz, Piece Of Me con MK, False Alarm con il DJ Matoma (quest’ultima raggiungendo la 14ª posizione nella UK Dance Chart e l'11ª nella classifica svedese) e Warm. Inoltre, Back To My Love e Warm sono i primi due singoli estratti dal suo EP.
Nel 2017, poi, pubblica altri due brani estratti nuovamente dal suo EP, ovvero Rude Love e Unpredictable, entrambe prodotte da MNEK. L'11 agosto 2017 viene pubblicato l'EP tramite l'etichetta discografica indipendente Eko Music. Nello stesso mese firma, poi, un nuovo contratto con la Polydor Records.
Nel 2018 pubblica Back & Forth con Jonas Blue, raggiungendo la 12ª posizione nella UK Chart mentre, nell'estate 2019, partecipa vocalmente con gli italiani Meduza e con i Goodboys per la canzone Lose Control, arrivando 11ª nella UK Chart e 5ª nella UK Dance Chart, comparendo, inoltre, in varie classifiche mondiali. Subito dopo pubblica anche Wish You Well con Sigala rientrando nuovamente nella Top 10 della UK Chart (ottavo posto) e ritrovando il primato nella UK Dance Chart. Inoltre, anche la canzone All Day and Night, scritta per Martin Solveig, Jax Jones e Madison Beer, entra nella Top 10 inglese. Il 27 settembre dello stesso anno viene pubblicato il suo primo album chiamato Get To Know.
Nel 2020 pubblica Better Off Without You con Shift K3Y, Nothing Really Matters ed Over You entrambe con Tiësto e Heaven on My Mind nuovamente con Sigala. Il 2 ottobre 2020 pubblica il singolo da solista Space e annuncia la pubblicazione di un nuovo album prevista per il 21 marzo 2021. Contestualmente l'artista annuncia anche un tour previsto per il 2021, attraverso il quale recupererà gran parte dei concerti del 2020 cancellati per via della pandemia da COVID-19. Nel 2021 pubblica il singolo da solista Last Time e la collaborazione con David Guetta Remember. Sempre nel 2021 pubblica il suo primo album in studio Only Honest on the Weekend e intraprende il suo primo tour mondiale da headliner.
Ha conseguito il suo primo BRIT Award nel 2022, trionfando nella categoria di miglior artista dance. Nel gennaio 2023 pubblica il singolo Heaven, oltre ad annunciare ulteriori concerti per i mesi successivi. Nell'estate 2023 collabora con Chase & Status nel singolo Disconnect, con cui raggiunge la sesta posizione nella classifica britannica.

## Discografia

### Album in studio
- 2021 – Only Honest on the Weekend
- 2024 – Believe Me Now?

### EP
- 2017 – Eko

### Raccolte
- 2019 – Get to Know

### Singoli
- 2014 – Gecko (Overdrive) (con Oliver Heldens)
- 2014 – Caution to the Wind
- 2014 – Losing
- 2015 – All My Love (con Watermät e Tai)
- 2016 – Piece of Me (con MK)
- 2016 – Back to My Love (feat. Little Simz)
- 2016 – False Alarm (con Matoma)
- 2016 – Warm
- 2017 – Rude Love
- 2017 – Unpredictable
- 2018 – Sunrise in the East
- 2018 – Back & Forth (con MK e Jonas Blue)
- 2019 – I Could Get Used to This (con Weiss)
- 2019 – Lose Control (con i Meduza e i Goodboys)
- 2019 – Wish You Well (con Sigala)
- 2019 – Only You
- 2020 – Better Off Without You (feat. Shift K3Y)
- 2020 – Nothing Really Matters (con Tiësto)
- 2020 – Heaven on My Mind (con Sigala)
- 2020 – Space
- 2021 – Wake Up with You (con Bruno Martini e i Magnificence)
- 2021 – Last Time
- 2021 – Remember (con David Guetta)
- 2021 – My Heart Goes (La Di Da) (con Topic)
- 2022 – Run (con Galantis)
- 2022 – Crazy What Love Can Do (con David Guetta ed Ella Henderson)
- 2022 – History (con Joel Corry)
- 2023 – Heaven
- 2023 – Side Effects (con Lewis Thompson)
- 2023 – Disconnect (con Chase & Status)

### Collaborazioni
- 2014 – Powerless (Rudimental feat. Becky Hill)